# Thecostele alata
Thecostele alata är en orkidéart som först beskrevs av William Roxburgh, och fick sitt nu gällande namn av C.S.P.Parish och Heinrich Gustav Reichenbach. Thecostele alata ingår i släktet Thecostele och familjen orkidéer. Inga underarter finns listade i Catalogue of Life.

## Bildgalleri

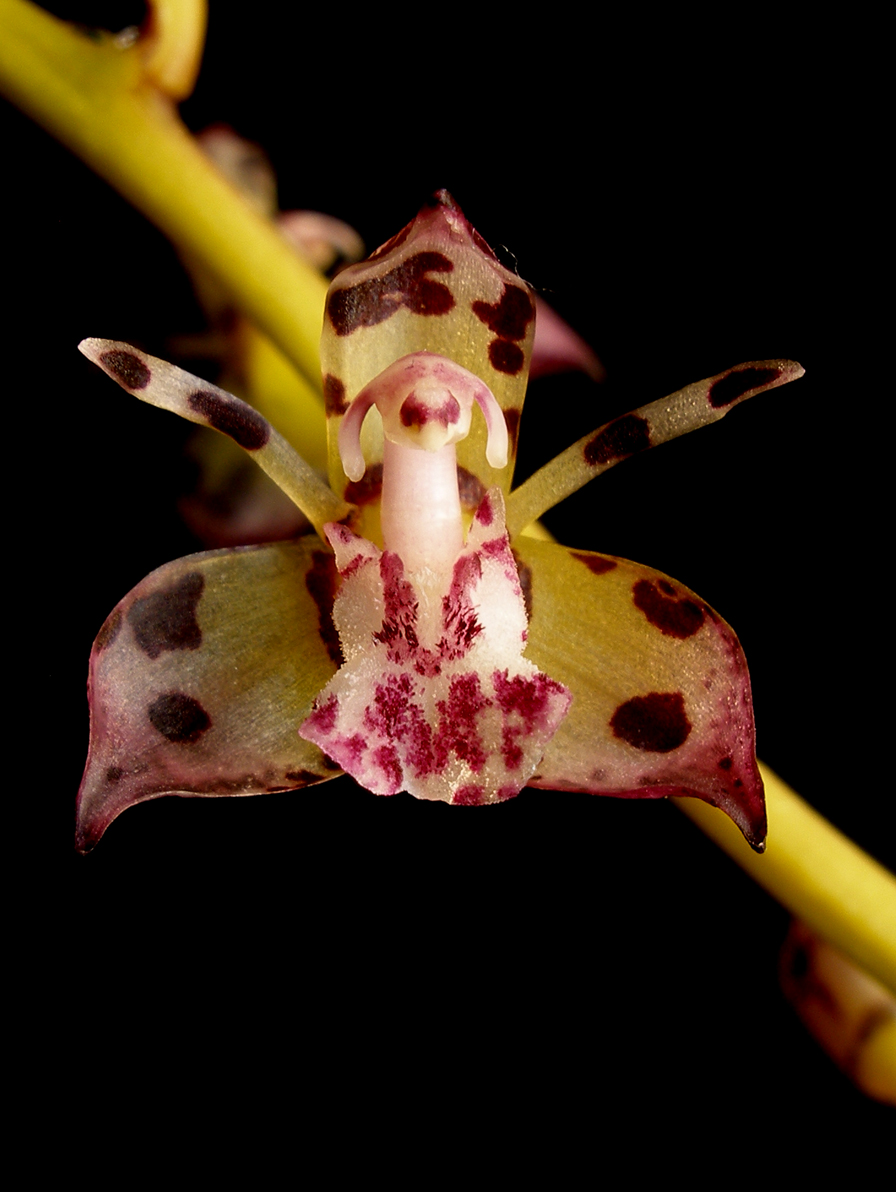